# 拉明顿火山
拉明顿火山是巴布亚新几内亚北部省的一座成层火山，海拔1680米。

## 名字由来
该火山的命名是从昆士蘭總督查尔斯·可克拉尼·拜里尔二世来命名。

## 火山的爆发
该火山从1951年以前，一直也有火山爆发的记录。但到了1956年最后一次爆发之后，在火山山下的当地居民一直认为该火山是一座死火山。

## 1951年的火山爆发

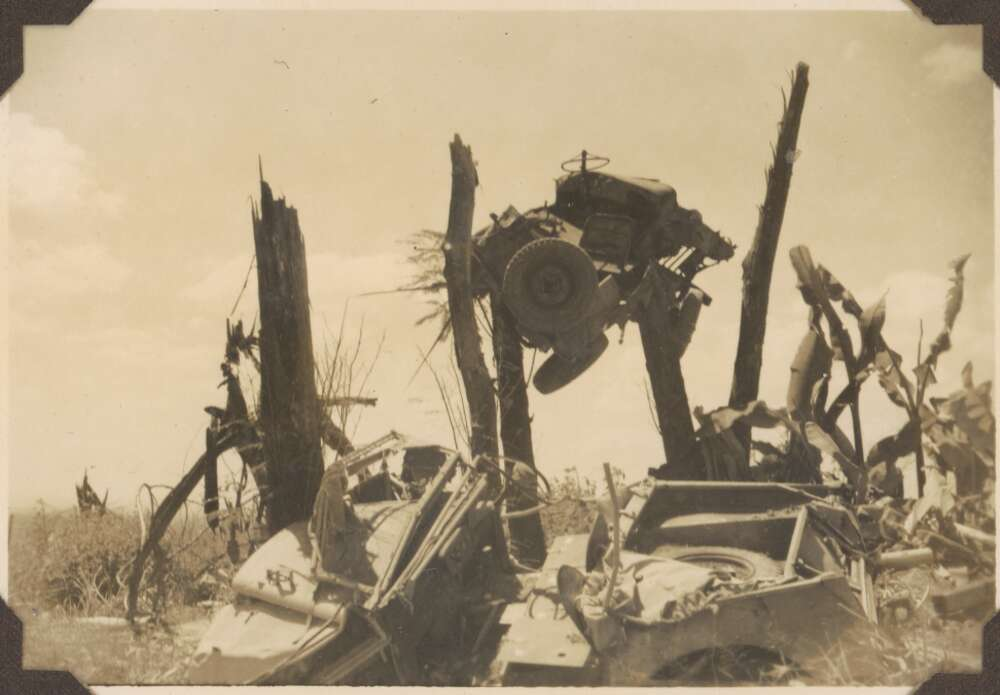
1951年爆发的損害

1951年1月15日，该火山的山頂付近发生山崩，第二天以后山顶发生喷烟现象，很多当地的居民感觉到以外这里快要发生地震。过了3天之后（1951年1月18日），该火山开始发生活動。然而又过了3天（1951年1月21日）10時40分（当地时间，北京时间1951年1月21日8点40分），拉明顿火山开始爆发。几分钟後火山喷出来的煙雾飙升至15000m的上空（維蘇威式火山噴發）。这次火山的爆发，其中一条的噴煙柱还导致崩落，崩落下来的烟雾伴随着熱雲和火山碎屑流从火山的南部和北部的斜坡流下来，还导致山麓附近的一道村庄威胁。而受威胁的北部村庄希伽图鲁（Higaturu）就出现毁灭性的打击，其中事故还导致2942人丧生。
現在、该火山在1956年爆发后到现在为止一直都没有活动了。